# Командный чемпионат СССР по переписке 1973—1975
Командный чемпионат СССР по шахматам по переписке 1973—1975 — 4-й чемпионат.

## Командные результаты
1. РСФСР — 104½ очка из 144
2. Ленинград — 97
3. Москва — 91½
4. Белоруссия — 84
5. Латвия — 78
6. Эстония — 77½
7. Узбекистан — 72½
8. Казахстан — 72
9. Украина — 69½
10. Литва — 63
11. Молдавия — 48
12. Армения — 38
13. Туркмения — 37½

## Индивидуальные результаты команды-победительницы
1. П. Дубинин — 9 очков из 12
2. И. Морозов — 5½
3. В. Косенков — 10
4. Н. Покровский — 9
5. В. Нагорнов — 8½
6. П. Вланский — 8½
7. В. Семенюк — 8½
8. Н. Кривун — 9½
9. В. Заверняев — 8
10. А. Попов — 9½
11. Б. Пугачёв — 10½
12. И. Тихонова — 8

## Турнир первых досок
1—2. П. Дубинин, К. Сиверцев (Казахстан) — по 9 очков из 12
3. Я. Клован (Латвия) — 8½
4. В. Бобков (Белоруссия) — 7½
5—6. А. Какагельдыев (Туркменистан), А. Корелов (Ленинград) — по 6½
7. Б. Персиц (Москва) — 6
8. И. Хренов (Литва) — 5½
9—10. М. Рудерфер, И. Фиглер (Молдавия) — по 5
11. В. Ершов (Украина) — 3½
12—13. А. Вооремаа (Эстония), А. Мокацян (Армения) — по 3.

## Лучшие результаты по доскам
1. П. Дубинин и К. Сиверцев — по 9 очков
2. А. Решко (Ленинград) — 10
3. В. Косенков — 10
4. Н. Покровский — 9
5. С. Королёв (Ленинград) — 12
6. А. Битман (Москва) — 10
7. X. Пяэрен (Эстония) — 10½
8. Н. Кривун — 9½
9. В. Голощапов (Москва) — 8½
10. А. Попов — 9½
11. Б. Пугачёв — 10½
12. Р. Бобкова (Белоруссия) — 10½